# La Vall d'en Bas
La Vall d'en Bas è un comune spagnolo situato nella comunità autonoma della Catalogna composto da diversi piccoli centri urbani.
Vi è nato il calciatore Miquel Soler.